# 宮城県道24号白石丸森線
宮城県道24号白石丸森線（みやぎけんどう24ごう しろいしまるもりせん）は、宮城県白石市の国道4号と宮城県伊具郡丸森町の国道349号とを結ぶ県道（主要地方道）である。

## 概要
ロードサイドショップが集積する国道4号白石バイパスと、東北新幹線白石蔵王駅周辺を結ぶ連絡道路としての側面、および白石市の東部から丸森町西部にかけての各集落を結ぶ、生活道路としての側面の両方を持っている。
すでに改良済みである区間は長いが、丸森町域を中心として未改良部分もまだまだ残っており、そのため経路の分かり難い交差点や、急坂、急カーブが連続する悪線形も複数か所に見られる。

### 路線データ
- 実延長：14.3338 km[1]
- 起点：宮城県白石市八幡町（大平交差点）
- 終点：宮城県伊具郡丸森町大張片倉

## 歴史
- 1958年（昭和33年）3月31日 - 一般県道10号として「白石丸森線」が県道に認定される。[2]
- 1976年（昭和51年）4月1日 - 県道白石丸森線が、「白石丸森線」として建設省（現・国土交通省）から主要地方道の指定を受ける。[3]
- 1993年（平成5年）
  - 5月11日 - 建設省から、県道白石丸森線が白石丸森線として主要地方道に指定される[4]。
  - 10月19日 - 県道番号が決定[5]され、従前の主要地方道42号から[6]、県道24号に変更される。（12月1日より施行）

## 路線状況

### 重複区間
- 宮城県道105号越河角田線（伊具郡丸森町大張大蔵 - 大張川張）

### 交通量[7]
令和３年度・12時間交通量
- 白石市白石沖 - 8,410台
- 白石市大鷹沢大町塔ノ入 - 1,654台

## 地理

### 通過する自治体
- 白石市
- 角田市
- 伊具郡丸森町

### 交差する道路
- 国道4号（白石市大平）
- 宮城県道106号川前白石線（白石市大鷹沢）
- 宮城県道110号大河原高倉線（角田市上代）
- 宮城県道105号越河角田線（伊具郡丸森町大張）
- 国道349号（伊具郡丸森町大張）

### 沿線の施設など
- 白石市立白石中学校
- 白石市立白石第二小学校
- 東北新幹線 白石蔵王駅
- 白石市立東中学校
- 阿武隈川